# Ira Sullivan

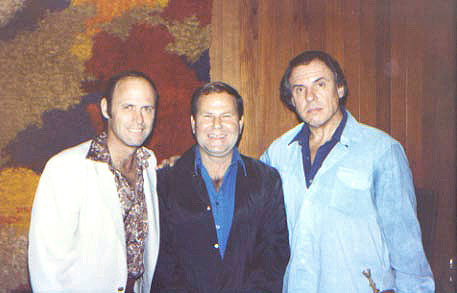
V. l. n. r.: Bubba Kolb, Jack Sheldon, Ira Sullivan

Ira Brevard Sullivan, Jr. (* 1. Mai 1931 in Washington, D.C.; † 21. September 2020 in Miami) war ein amerikanischer Jazzmusiker (Trompete, Flügelhorn, Saxophone, Flöte) und Komponist des Hardbop.

## Leben und Wirken
Ira Sullivan lernte Trompete von seinem Vater, Saxophon von seiner Mutter. Er war zu Beginn seiner musikalischen Laufbahn in den 1950er Jahren Mitglied des Hausorchesters vom Jazzclub The Bee Hive in Chicago und begleitete Gastsolisten wie Bennie Green, Lester Young, Roy Eldridge, Paul Quinichette, Sonny Stitt und Charlie Parker. Danach arbeitete er bei Bill Russo 1955 und 1956 kurz bei Art Blakey, es folgten Plattenaufnahmen mit J. R. Monterose 1956 und Red Rodney 1957.
Anfang der 1960er Jahre ließ sich Sullivan in Fort Lauderdale (Florida) nieder, spielte mit ortsansässigen Musikern – unter anderem mit Joe Gallivan und den jungen Musikern Jaco Pastorius und Pat Metheny und verzichtete auf eine internationale Karriere. Mitte der 1970er Jahre folgten einige Plattenaufnahmen in Quintett- und Quartett-Besetzungen; Sullivan wirkte außerdem an Aufnahmen von Philly Joe Jones und Red Garland mit. 1980 kam es zu einer Wiederbegegnung mit Red Rodney und der Gründung eines Quintetts, damit einer stärkeren Präsenz Sullivans auf internationalen Festivals. Zu seinen letzten Aufnahmen gehörte der Livemitschnitt A Family Affair: Live at Joe Segal’s Jazz Showcase von 2010.
Seinen Rang als Multiinstrumentalisten beschreibt sein Kollege Red Rodney: „Ira hat zu jedem seiner Instrumente eine unterschiedliche Einstellung, sein Flügelhorn-Stil unterscheidet sich völlig von dem der Trompete, sein Tenor gänzlich von seinem Alto, sein Sopran ist äußerst modern, seine Flöte prunkvoll. Er kann so frei spielen wie die sogenannten Free Jazzer, aber seine Musik ist immer lyrisch, hat eine melodische Tendenz“. Und Art Farmer bemerkte: „Ira ist ein ‚wizard‘. Es scheint, dass aus allem, was er macht, ergreifende Musik wird.“

## Diskographie (Auswahl)
Als Leader
- Billy Taylor Introduces Ira Sullivan (ABC-Paramount, 1956)
- Blue Stroll (Delmark, 1959), mit Johnny Griffin
- Nicky’s  Tune, 1958 (Delmark Records, 1970)
- Bird Lives! (Vee-Jay Records, 1962)
- Ira Sullivan (Flying Fish Records, 1978)
- Stu Katz / Ira Sullivan: A Family Affair: Live at Joe Segal's Jazz Showcase (2011)

mit Red Rodney
- - Night and Day, 1981, (Muse Records, 1983)
  - Spirit Within, 1981, (Elektra/Musician, 1982)
  - Sprint, 1982, (Elektra/Musician, 1983)

Als Sideman
- Red Rodney: Modern Music from Chicago (Fantasy Records, 1955)
- Eddie Harris: Come on Down! (Atlantic Records, 1970)
- Philly Joe Jones: Philly Mignon (Galaxy Records, 1978)
- Red Rodney: Live At The Village Vanguard (Muse Records, 1980)
- Mike Reed: Stories and Negotiations (482 Music, 2010)
- Roberto Magris: Sun Stone (JMood, 2019)

## Lexikalischer Eintrag
- Richard Cook, Brian Morton: The Penguin Guide of Jazz on CD. 6. Auflage. Penguin, London 2002, ISBN 0-14-051521-6.
- Martin Kunzler: Jazz-Lexikon. Rowohlt, Reinbek 1993.